# Carlo Marini (calciatore)
Carlo Marini (Vancouver, 11 maggio 1972) è un ex calciatore canadese, di ruolo portiere.

## Carriera

### Club
Dal 1989 al 1990 milita nei Vancouver 86ers, con cui vince due edizioni della Canadian Soccer League.
Nel 1991 è in forza all' Football Club Aprilla.

### Nazionale
Marini dopo aver giocato in alcuni stage con la rappresentativa under-20, nel 1991 viene convocato nella nazionale maggiore come portiere di riserva per la CONCACAF Gold Cup 1991 che si disputò in California.
Esordì in nazionale il 28 giugno 1991 nella prima partita del Gruppo A contro l'Honduras, subentrando a Scott Munson per sostituire il portiere titolare Craig Forrest, espulso per un fallo sull'honduregno Eduardo Bennett: nel corso della partita Marini incasserà 4 reti. Quella rimarrà l'unica presenza di Marini con la nazionale canadese.

## Statistiche

### Cronologia presenze e reti in nazionale
| Cronologia completa delle presenze e delle reti in nazionale ― Canada | Cronologia completa delle presenze e delle reti in nazionale ― Canada | Cronologia completa delle presenze e delle reti in nazionale ― Canada | Cronologia completa delle presenze e delle reti in nazionale ― Canada | Cronologia completa delle presenze e delle reti in nazionale ― Canada | Cronologia completa delle presenze e delle reti in nazionale ― Canada | Cronologia completa delle presenze e delle reti in nazionale ― Canada | Cronologia completa delle presenze e delle reti in nazionale ― Canada |
| Data                                                                  | Città                                                                 | In casa                                                               | Risultato                                                             | Ospiti                                                                | Competizione                                                          | Reti                                                                  | Note                                                                  |
| --------------------------------------------------------------------- | --------------------------------------------------------------------- | --------------------------------------------------------------------- | --------------------------------------------------------------------- | --------------------------------------------------------------------- | --------------------------------------------------------------------- | --------------------------------------------------------------------- | --------------------------------------------------------------------- |
| 28-6-1991                                                             | Los Angeles                                                           | Canada                                                                | 2 – 4                                                                 | Honduras                                                              | Gold Cup 1991                                                         | -4                                                                    | 28’                                                                   |
| Totale                                                                |                                                                       | Presenze                                                              | 1                                                                     |                                                                       | Reti                                                                  | -4                                                                    |                                                                       |

## Palmarès

### Club
- Canadian Soccer League: 2

Vancouver 86ers: 1989, 1990